# روموآلد لوگلر
روموآلد لوگلر (لهستانی: Romuald Loegler؛ زادهٔ ۲۸ ژوئیه ۱۹۴۰) یک معمار اهل لهستان و عضو انجمن معماران لهستان است.

## زندگی‌نامه
او در سال ۱۹۶۴ از دانشکده معماری دانشگاه پلی‌تکنیک کراکوف فارغ‌التحصیل شد. در سال ۱۹۷۳ به اتریش رفت و سال بعد به کراکوف بازگشت، جایی که دفتر معماری خود را تأسیس کرد که از سال ۱۹۸۷ با نام آتلیه لوگلر فعالیت می‌کند. از سال ۱۹۹۳ ناشر ماهنامه معماری و تجارت بوده است. در سال ۲۰۲۱ عنوان استاد در علوم مهندسی-فنی در رشته معماری و شهرسازی را دریافت کرد.
شکل‌های معماری لوگلر از دهه ۹۰ میلادی اغلب به ساختارشکنانه اشاره دارند؛ بخش‌های مختلف ساختمان‌های او در رابطه‌ای پویا با یکدیگر قرار دارند که این پویایی اغلب با افزودن عناصری که امتداد ساختار اصلی به‌شمار می‌روند، برجسته‌تر می‌شود.
وی در سال ۱۹۹۴ میلادی، برندهٔ جایزه افتخاری انجمن معماران لهستان شد. او همچنین به نشان صلیب زرین شایستگی (۲۰۰۳) و صلیب شوالیه (۲۰۲۳) از نشان افتخار تولد لهستان مفتخر شده است.

## گزیدهٔ آثار و پروژه‌ها
- ۱۹۹۸ - ساختمان برگزاری تشییع جنازه و مراسم سوگواری (دروازهٔ شهر مردگان) در گورستان پروندنیک چروونی
- ۱۹۹۸ - توسعه و بازسازی کتابخانه یاگیلونیا
- ۱۹۹۸ - توسعه و بازسازی دانشگاه اقتصاد کراکوف
- ۲۰۰۴ - ساختمان جدید فیلارمونیک ووچ
- ۲۰۰۸ - ساختمان سالن اپرای کراکوف